# Gordon Jones
Pour les articles homonymes, voir Jones.
Gordon Jones est un acteur américain né Gordon Wynnivo Jones le 5 avril 1911 à Alden (Iowa), mort le 20 juin 1963 à Los Angeles — Quartier de Tarzana (Californie).

## Biographie
Au cinéma, Gordon Jones débute en 1931 (un petit rôle non crédité) et contribue au long de sa carrière à cent-quatre films américains, dont des westerns. Parmi ses films notables, citons le serial Le Frelon vert (en) de Ford Beebe et Ray Taylor (rôle-titre, 1940, avec Wade Boteler et Keye Luke), La Vie secrète de Walter Mitty de Norman Z. McLeod (1947, avec Danny Kaye et Virginia Mayo), ou encore Vacances à Paris de Blake Edwards (1958, avec Tony Curtis et Janet Leigh).
Fait particulier, il tourne quatre films aux côtés de John Wayne, Les Tigres volants de David Miller (1942, avec John Carroll, Anna Lee et Paul Kelly), Big Jim McLain d'Edward Ludwig (1952, avec Nancy Olson et James Arness), Aventure dans le Grand Nord de William A. Wellman (1953, avec Lloyd Nolan et Walter Abel), et enfin Le Grand McLintock (avec Maureen O'Hara et Yvonne De Carlo). Ce dernier est son ultime film, sorti en novembre 1963, près de cinq mois après sa mort brutale, d'une crise cardiaque.
À la télévision, de 1951 à 1963, Gordon Jones apparaît dans cinquante-et-une séries — plusieurs étant consacrées au western —, dont Lassie (un épisode, 1954), La Flèche brisée (un épisode, 1957) et Maverick (deux épisodes, 1959-1962). Pour cette contribution au petit écran, une étoile lui est dédiée sur le Walk of Fame d'Hollywood Boulevard.
Enfin, au théâtre, Gordon Jones interprète deux pièces à Broadway (New York), la première en novembre 1940. La seconde est My Sister Eileen (en) de Joseph Fields et Jerome Chodorov, mise en scène par George S. Kaufman et représentée 864 fois de fin décembre 1940 à janvier 1943, où il personnifie Wreck Loomis, aux côtés de Shirley Booth, Morris Carnovsky et Richard Quine — notons qu'il reprend ce rôle dans l'adaptation au cinéma de 1942, sous le même titre original (titre français : Ma sœur est capricieuse, réalisation d'Alexander Hall), cette fois avec Rosalind Russell, Brian Aherne et Janet Blair —.

## Filmographie partielle

### Au cinéma
- 1931 : Three Rogues de Benjamin Stoloff
- 1932 : Wild Girl de Raoul Walsh
- 1933 : The Monkey's Paw de Wesley Ruggles et Ernest B. Schoedsack
- 1935 : Mexico et retour (Red Salute) de Sidney Lanfield
- 1935 : L'Ennemi public no 1 (Let 'em Have It) de Sam Wood
- 1936 : Strike Me Pink de Norman Taurog
- 1936 : Gardez-les sous les verrous (Don't Turn 'em Loose) de Benjamin Stoloff
- 1937 : Les Démons de la mer (Sea Devils) de Benjamin Stoloff
- 1937 : Crime en haute mer (China Passage) d'Edward Killy : Joe Dugan
- 1938 : Rich Man, Poor Girl de Reinhold Schünzel
- 1938 : Night Spot  de Christy Cabanne
- 1938 : André Hardy Cow-Boy (Out West with the Hardys) de George B. Seitz
- 1939 : Long Shot ou The Long Shot de Charles Lamont
- 1939 : Invitation au bonheur (Invitation to Happiness) de Wesley Ruggles
- 1939 : Chirurgiens (Disputed Passage) de Frank Borzage
- 1939 : Veillée d'amour (When Tomorrow Comes) de John M. Stahl
- 1940 : Up in the Air (en) d'Howard Bretherton
- 1940 : Le docteur se marie (The Doctor Takes a Wife) d'Alexander Hall
- 1940 : Le Frelon vert (The Green Hornet) de Ford Beebe et Ray Taylor (serial)
- 1940 : I Take This Oath de Sam Newfield
- 1941 : The Feminine Touch de W. S. Van Dyke
- 1941 : Tu m'appartiens (You Belong to Me), de Wesley Ruggles
- 1941 : The Blonde from Singapore d'Edward Dmytryk
- 1941 : Among the Living de Stuart Heisler
- 1942 : Ma sœur est capricieuse (My Sister Eileen) d'Alexander Hall
- 1942 : Les Tigres volants (Flying Tigers) de David Miller
- 1942 : Embrassons la mariée (They All Kissed the Bride) d'Alexander Hall
- 1944 : Youth Runs Wild de Mark Robson
- 1947 : La Vie secrète de Walter Mitty (The Secret Life of Walter Mitty) de Norman Z. McLeod
- 1947 : Deux Nigauds et leur veuve (The Wistful Widow of Wagon Gap), de Charles Barton
- 1947 :  Whispering City de Fedor Ozep
- 1948 : Sons of Adventure de Yakima Canutt
- 1948 : La Scandaleuse de Berlin (A Foreign Affair) de Billy Wilder
- 1949 : La Vie facile (Easy Living) de Jacques Tourneur
- 1949 : Tokyo Joe de Stuart Heisler
- 1949 : Match d'amour (Take Me Out to the Ball Game) de Busby Berkeley
- 1949 : Black Midnight de Budd Boetticher
- 1949 : Le Démon du logis (Dear Wife) de Richard Haydn
- 1950 : Belle of Old Mexico de R. G. Springsteen
- 1951 : Spoilers of the Plains de William Witney
- 1952 : Sound Off (en) de Richard Quine
- 1952 : Big Jim McLain d'Edward Ludwig
- 1952 : Wagon Team (it) de George Archainbaud
- 1952 : Je retourne chez maman (The Marrying Kind) de George Cukor
- 1952 : The Winning Team de Lewis Seiler
- 1953 : La Femme qui faillit être lynchée (Woman They Almost Lynched) d'Allan Dwan
- 1953 : Aventure dans le Grand Nord (Island in the Sky) de William A. Wellman
- 1953 : Sergent la Terreur (Take the High Ground !) de Richard Brooks
- 1955 : Le Trésor des collines rouges (Treasure of Ruby Hills) de Frank McDonald
- 1955 : La Rivière de la dernière chance (Smoke Signal) de Jerry Hopper

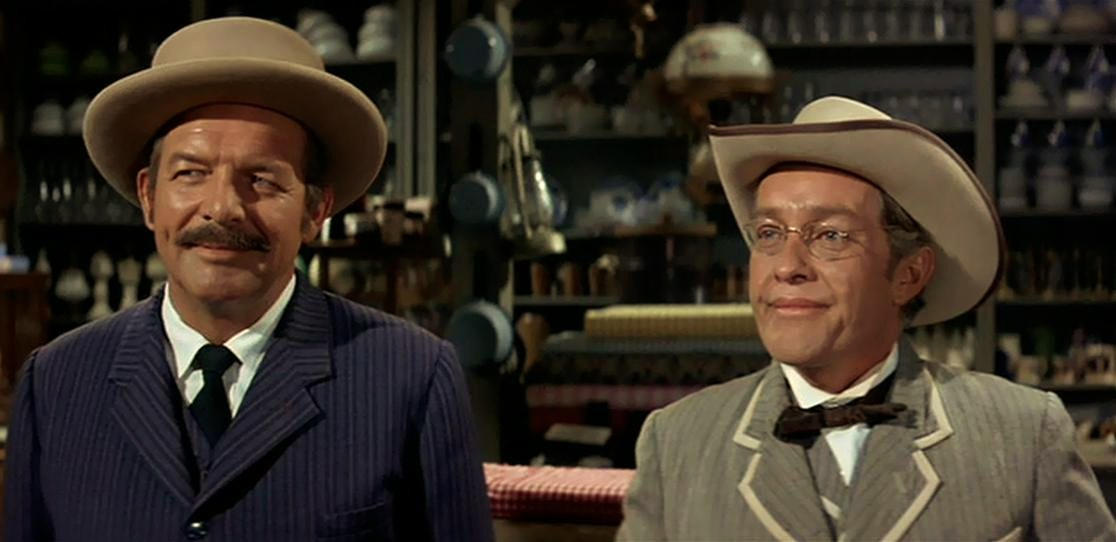
Avec Strother Martin (à d.), dans Le Grand McLintock (1963)

- 1957 : The Monster That Challenged the World d'Arnold Laven
- 1957 : Le Vengeur (Shoot-Out at Medicine Bend) de Richard L. Bare
- 1958 : Vacances à Paris (The Perfect Furlough) de Blake Edwards
- 1958 : Live Fast, Die Young de Paul Henreid
- 1959 : Les Feux de la bataille (Battle Flame) de R. G. Springsteen
- 1959 : Quelle vie de chien ! (The Shaggy Dog) de Charles Barton
- 1959 : La Bataille de la mer de Corail (Battle of the Coral Sea) de Paul Wendkos
- 1959 : La Chute d'un caïd (The Rise and Fall of Legs Diamond) de Budd Boetticher
- 1961 : Everything's Ducky de Don Taylor
- 1961 : Monte là-d'ssus (The Absent-Minded Professor) de Robert Stevenson
- 1963 : Après lui, le déluge (Son of Flubber) de Robert Stevenson
- 1963 : Le Grand McLintock (McLintock !) d'Andrew V. McLaglen

### À la télévision (séries)
- 1953 : Les Aventuriers du Far-West (Death Valley Days)
  - Saison 1, épisode 10 The Rival Hash House de Stuart E. McGowan
- 1954 : Lassie
  - Saison 1, épisode 15 The Fighter de Sidney Salkow
- 1956 : Cheyenne
  - Saison 1, épisode 15 The Last Train de Richard L. Bare
- 1957 : La Flèche brisée (Broken Arrow)
  - Saison 2, épisode 11 Smoke Signal de Richard L. Bare
- 1957-1959 : Sugarfoot
  - Saison 1, épisode 5 Trail's End (1957) de Leslie H. Martinson
  - Saison 3, épisode 1 The Trial of the Canary Kid (1959)
- 1959 : Laramie
  - Saison 1, épisode 1 Stage Stop d'Herschel Daugherty
- 1959-1961 : L'Homme à la carabine (The Rifleman)
  - Saison 1, épisode 27 The Wrong Man (1959) d'Arnold Laven
  - Saison 3, épisode 31 Stopover (1961) de Budd Boetticher
- 1959-1962 : Maverick
  - Saison 3, épisode 7 Full House (1959)
  - Saison 5, épisode 11 The Troubled Hair (1962) de Sidney Salkow
- 1960 : Dobie Gillis (The Many Loves of Dobie Gillis)
  - Saison 1, épisode 29 The Big Sandwich de Rod Amateau
- 1961 : Perry Mason, première série
  - Saison 4, épisode 18 The Case of the Angry Dead Man
- 1961 : Denis la petite peste (Dennis the Menace)
  - Saison 3, épisode 9 Mr. Wilson's Inheritance de Charles Barton
- 1962 : Les Hommes volants (Ripcord)
  - Saison 2, épisode 2 Among Those Missing
- 1963 : L'Extravagante Lucie (The Lucy Show)
  - Saison 2, épisode 6 Lucy Goes Duck Hunting de Jack Donohue

## Théâtre à Broadway (intégrale)
- 1940 : Quiet, Please ! de F. Hugh Herbert et Hans Kraly, avec Fred Niblo, Donald Woods, Jane Wyatt
- 1940-1943 : My Sister Eileen de Joseph Fields et Jerome Chodorov, mise en scène de George S. Kaufman, avec Shirley Booth, Morris Carnovsky, Richard Quine